# Aphaereta masoni
Aphaereta masoni är en stekelart som beskrevs av Mccomb 1960. Aphaereta masoni ingår i släktet Aphaereta och familjen bracksteklar. Inga underarter finns listade i Catalogue of Life.